# الغازار
الغازار (انگلیسی: Eleazar) در کتاب مقدس عبری یک کوهن بود، دومین کاهن اعظم یهودیت که پس از مرگ پدرش هارون جانشین او شد. او برادرزاده موسی و پدر فینحاس بود.